# 旧約・女神転生
『旧約・女神転生』（きゅうやく・めがみてんせい）は、1995年3月31日に発売されたスーパーファミコン用ソフト。

## 概要
アトラスが開発してナムコより発売されたファミコン用ソフト『デジタル・デビル物語 女神転生』、『デジタル・デビル物語 女神転生II』を一本のソフトへのリメイクとしてまとめた作品であり、タイトルロゴの下にひらがなで「めがみてんせいI・II」と入っている。
『真・女神転生if...』の後に発売されたため、システム・グラフィック共に『真・女神転生』ベースで作り直されている。また、テキストに漢字が使われるようになり、バッテリーバックアップやオートマッピングの搭載で遊びやすくなった。第1作から第2作への継続イベント等、リメイク版ならではの新要素も追加されている。
『I』と『II』のどちらからでも開始できるが、『女神転生』をクリアしてそのまま『女神転生II』に移行した場合はいくつかの特典が受けられる。セーブファイルは『女神転生』、『女神転生II』合わせて4箇所までセーブできる。
女神転生のゲーム関連における商標権はアトラスにあるものの、リメイク元のFC版におけるIPはナムコにあるため本作の著作権表記にはナムコの名前がある。また、後年の配信版ではタイトル画面の権利表記に西谷史・徳間書店・ムービック・シップスの表記が追加されている。

## ストーリー
かつて、天界を二分した翼を持つ者たちの反乱があった。以来、この失敗で翼をもがれ、魔界へと追いやられた者たちは、「悪魔」と呼ばれ、人間界へ姿を現すことは稀であったが、ある時、一人の少年が「悪魔召喚プログラム」を作り出す。

## ファミコン版からの変更点
- ステイタスの表記を「たいりょく」「ちりょく」「つよさ」「はやさ」「うん」へと統一。
- 『女神転生I』で、パーティメンバーの上限が５名から６名に増加。また、悪魔のステータスや使える魔法などが大きく変更されている。
- 『女神転生I』で、会話で自分よりレベルの高い悪魔が仲魔にできなくなった。また、悪魔が敵のときのステータスと仲魔になったときのステータスが同じものになっている。
- 『女神転生II』で3身合体のできる邪教の館は、東京では上野にしかなかったが、全ての館で可能となった。これによって3身合体のみで作れる種族の中の低レベル悪魔にもある程度の活躍の場ができた。
- ダンジョンマップの変更
  - 階層移動の方法が梯子から階段へと変更。それに伴いダンジョンマップが大幅に変更・簡略化されている。
- 会話システムの統一
  - FC版ではそれぞれ違っていた悪魔との会話システムが「女神転生II」をベースに統一された。FC版では悪魔側の台詞にネタバレ的な個所があったがこちらも修正されている。
- グラフィックの変更
  - 『女神転生I』のボス悪魔および、説明書などに記載されるキャラクターのイラストが金子一馬によってリニューアルされている。他にも悪魔、背景などIのグラフィックは全面的に描き変えられている。FC版『I』では中島と弓子のステータス画面ではそれぞれの顔グラフィックが表示されていたが、『旧約』ではワイヤーフレームに。FC版『女神転生II』はNPCキャラクターは大きなバストアップ絵が表示されていたが、旧約では『真・女神転生』のように小さく全身絵が表示されるようになっている。
  - 『女神転生I』と『女神転生II』の両方に登場する悪魔のグラフィックは、多くの場合『II』側のものに統一されているが、ネコマタ系やエルフ系のように『I』『II』それぞれでFC版基準のリメイクを施されているものもあれば、ケルベロスのように『I』のグラフィックを『II』で流用するという例外もある。『II』でシリーズ初登場となったジャックフロストは、種族名こそ「妖魔」のままだが、オリジナルだと雪だるまをそのまま悪魔化したグラフィックだったのが、『真・女神転生』以降における現行のグラフィックであり、会話時の言葉遣いも特有のものに変更された。
- 『女神転生II』に、魔神アルテミス、魔神レト、魔神アポロン、魔神ゼウスが隠し悪魔として追加されている。
- FC版はナムコ（現:バンダイナムコエンターテインメント）が発売元だったため、『女神転生II』に姉妹版権である『超絶倫人ベラボーマン』や『リブルラブル』のキャラクター名称および武器の名称に『ワギャンランドシリーズ』の「ワギャナイザー」が名前のみではあるが（グラフィックはアトラスオリジナルのため、それ自体の変更は無し）、そのまま使われていたため、『真・女神転生』、『同II』における関連名称に変更されている。
- 初期ROMでは宝箱のフラグ管理がおかしく、一方の宝箱を取るとまだ取っていない別の宝箱も空になり、一部のアイテムが取れなくなるという旧約だけのバグがある。このため、普通にプレイするとゲーム終盤の宝箱の多くが空になるという事態が起きた。このバグは後期ROMとそれらを再現したWiiのバーチャルコンソール版では修正されており、すべての宝箱を手に入れることが可能になっている。
- 『女神転生II』の仲魔の通常攻撃が剣属性とガン属性に分かれていたものが剣属性に統一された、スライム系の敵に無効だったガン属性が低威力だが効くようになった。

### 魔法、種族名の変更点
魔法の名前は「真・女神転生シリーズ」をベースに大きく変更されている。『真・女神転生』以降は複数攻撃可能な魔法は接頭辞「マハ」をつけるようになっているが、それを踏襲している。ただし、完全に同じわけではなく、「ジオラマ」→「マハジオマ」など旧約オリジナルの名称になったものもある。また、『女神転生I』に状態回復魔法のポズムディ（POISON/毒治療）、パララディ（PALSY/麻痺治療）、ペトラディ（STONE/石化治療）が追加されている。
| 女神転生     |   | 旧約・女神転生(I) |                                                        |
| ------------ | - | ----------------- | ------------------------------------------------------ |
| サイ         | → | ザン              | 衝撃波でダメージを与える                               |
| サイコ       | → | ザンマ            | 衝撃波でダメージを与える                               |
| サイキック   | → | ザンマオン        | 衝撃波でダメージを与える                               |
| サイクロン   | → | ザンダイン        | 衝撃波でダメージを与える                               |
| ボット       | → | アギ              | 火炎でダメージを与える                                 |
| ボットラー   | → | アギラマ          | 火炎でダメージを与える                                 |
| ボアットナ   | → | マハラギマ        | 火炎でダメージを与える                                 |
| ガボアット   | → | マハラギダイン    | 火炎でダメージを与える                                 |
| ブリズ       | → | ブフ              | 氷結でダメージを与え、時々敵を凍結（FREEZE）状態にする |
| ブリザー     | → | ブフラマ          | 氷結でダメージを与え、時々敵を凍結（FREEZE）状態にする |
| ブリザドン   | → | ブフダイン        | 氷結でダメージを与え、時々敵を凍結（FREEZE）状態にする |
| カンデ       | → | ジオ              | 電撃でダメージを与え、時々敵を感電（SHOCK）状態にする  |
| カンデオン   | → | マハジオラオン    | 電撃でダメージを与え、時々敵を感電（SHOCK）状態にする  |
| ハマ         | → | ハンマ            | 破魔の力で悪魔を攻撃                                   |
| ハッケ       | → | ハンマハン        | 破魔の力で悪魔を攻撃                                   |
| ハキョウ     | → | ハマダイン        | 破魔の力で悪魔を攻撃                                   |
| プリンパ     | → | プリンパ          | 混乱                                                   |
| ノップ       | → | シバブー          | 緊縛                                                   |
| マリンカリン | → | マリンカリン      | 魅了                                                   |
| グッスリト   | → | ドルミナール      | 睡眠                                                   |
| ハイパー     | → | タルカジャ        | 攻撃力アップ                                           |
| テトラジャ   | → | テトラジャ        | 結界でエナジードレイン防止                             |
| エトナ       | → | マカジャマ        | 魔封                                                   |
| キュマ       | → | マカランダ        | MP吸収                                                 |
| メディ       | → | ディ              | HP回復                                                 |
| メディカ     | → | メディアマ        | HP回復・全体                                           |
| メディカル   | → | ディアラハン      | HP回復                                                 |
| パッチ       | → | パトラ            | 状態異常治療                                           |
| クリンク     | → | ペンパトラ        | 状態異常治療                                           |
| サバト       | → | サバトマ          | 仲魔を召喚                                             |
| スタルト     | → | トラスタルト      | 帰還                                                   |
| マッパー     | → | マッパラー        | 周辺マップ表示                                         |

| 女神転生II |   | 旧約・女神転生II |                                                           |
| ---------- | - | ---------------- | --------------------------------------------------------- |
| アギマ     | → | アギラマ         | 火炎でダメージを与える                                    |
| アギオン   | → | アギラオン       | 火炎でダメージを与える                                    |
| アギラ     | → | マハラギ         | 火炎で敵全体にダメージを与える                            |
| アギラマ   | → | マハラギマ       | 火炎で敵全体にダメージを与える                            |
| アギラオン | → | マハラギオン     | 火炎で敵全体にダメージを与える                            |
| アギダイン | → | マハラギダイン   | 火炎で敵全体にダメージを与える                            |
| ジオロン   | → | ジオラオン       | 電撃でダメージを与え、時々感電（SHOCK）状態にする         |
| ジオラ     | → | マハジオ         | 電撃で敵全体にダメージを与え、時々感電（SHOCK）状態にする |
| ジオラマ   | → | マハジオマ       | 電撃で敵全体にダメージを与え、時々感電（SHOCK）状態にする |
| ジオラオン | → | マハジオラオン   | 電撃で敵全体にダメージを与え、時々感電（SHOCK）状態にする |
| ジオダイン | → | マハジオダイン   | 電撃で敵全体にダメージを与え、時々感電（SHOCK）状態にする |
| ムドハンマ | → | ムドダイン       | 呪殺（相手を呪い殺す）                                    |

また、『女神転生I』の悪魔の種族名は『女神転生II』をベースに統一されている。『女神転生II』ではマシンが機械になったり、カタカナだったのが漢字になっただけであるが、誤字の「ギリメカテ」が「ギリメカラ」に修正されていたり、「プルーシー」が「プルシキ」に変更されているといった違いもある。
| 女神転生           |   | 旧約・女神転生     | 対応する悪魔                                          |
| ------------------ | - | ------------------ | ----------------------------------------------------- |
| 物怪（モノノケ）   | → | 外道（ゲドウ）     | グリーンスライム、ピンクルーパー、あくまのほしくび 等 |
| 獣人（ジュウジン） | → | 妖魔（ヨウマ）     | ウェアウルフ、ウェアキャット、ギルダブ、ソラス 等     |
| 幻獣（ゲンジュウ） | → | 怪獣（カイジュウ） | バグ、アピペ、バシム、サーペント 等                   |
| マシン             | → | 機械               | GDR1000、LB-501A、タロス                              |

## スタッフ
- ゼネラルプロデューサー - 横山秀幸
- プロデューサー - 新野洋右
- チーフディレクター - かいたかし
- Coディレクター - 高橋万葉
- シナリオプラン - 古谷昌昭、わたなべJ
- キャラクターデザイナー - 金子一馬
- メインプログラマー - YOUDERNG、高芝泰彦
- ビジュアルプログラマー - 徳弘親昭
- プログラマー - 藤原博之、三木暁
- チーフデザイナー - 吉村清人
- デザイナー - 郡司篤宏、赤木広司、水谷康昭、佐藤佐和子、岩崎智美、池永美奈子
- サウンドコンポジション - 増子司
- サウンドコンポーザー - 崎元仁

## 移植
| No. | タイトル       | 発売日       | 対応機種 | 開発元                        | 発売元   | メディア                              | 型式 | 備考                                                         |
| --- | -------------- | ------------ | -------- | ----------------------------- | -------- | ------------------------------------- | ---- | ------------------------------------------------------------ |
| 1   | 旧約・女神転生 | 2012年7月3日 | Wii      | ※ Wii版へ移植した企業は非公開 | アトラス | ダウンロード （バーチャルコンソール） | -    | スーパーファミコン版の移植。 2019年1月31日、配信・販売終了。 |

## 関連書籍
「旧約・女神転生 必勝攻略法」
ISBN 4575284483
双葉社刊、ファイティングスタジオ編の攻略本。
「旧約・女神転生を一生楽しむ本」
ISBN 4766922816
ケイブンシャ刊の攻略本。
「旧約・女神転生のすべて」
ISBN 4796609547
宝島社刊。「必本スーパー」編集部による「〜のすべて」シリーズの攻略本。